# أوفترينجين (سويسرا)
أوفترينجين (بالألمانية: Oftringen) هي إحدى بلديات زوفينجن في كانتون أرجاو في سويسرا. يقدر عدد سكانها بـ 10,965 نسمة.

## المدن التوأمة
- Mörel-Filet

## أعلام
- أرنولد لانغ
- ساندرو بوركى